# Нурмес
Ну́рмес (фин. Nurmes) — город и муниципалитет в Финляндии, в провинции Северная Карелия (Восточная Финляндия), на северном берегу озера Пиелинен. Население муниципалитета составляет 8573 человек, а площадь — 1854,82 км², из которых 253,71 км² занимает водная поверхность. Плотность населения — 5,35 человека на км². В состав муниципалитета входит сам город и окружающие его посёлки. Соседние муниципалитеты — Юука, Кухмо, Лиекса, Раутаваара, Соткамо и Валтимо.
В городе имеются два деловых центра — Порокюля и Нурмес. Основные районы города расположены вдоль трассы Кантатие 75. Бывшая деревня Порокюля получила своё название после сильного пожара 20 июля 1891 года. Иногда название ошибочно переводят как «оленья деревня», хотя на самом деле оно буквально значит «деревня, сгоревшая дотла» (фин. poroiksi palanut kylä)

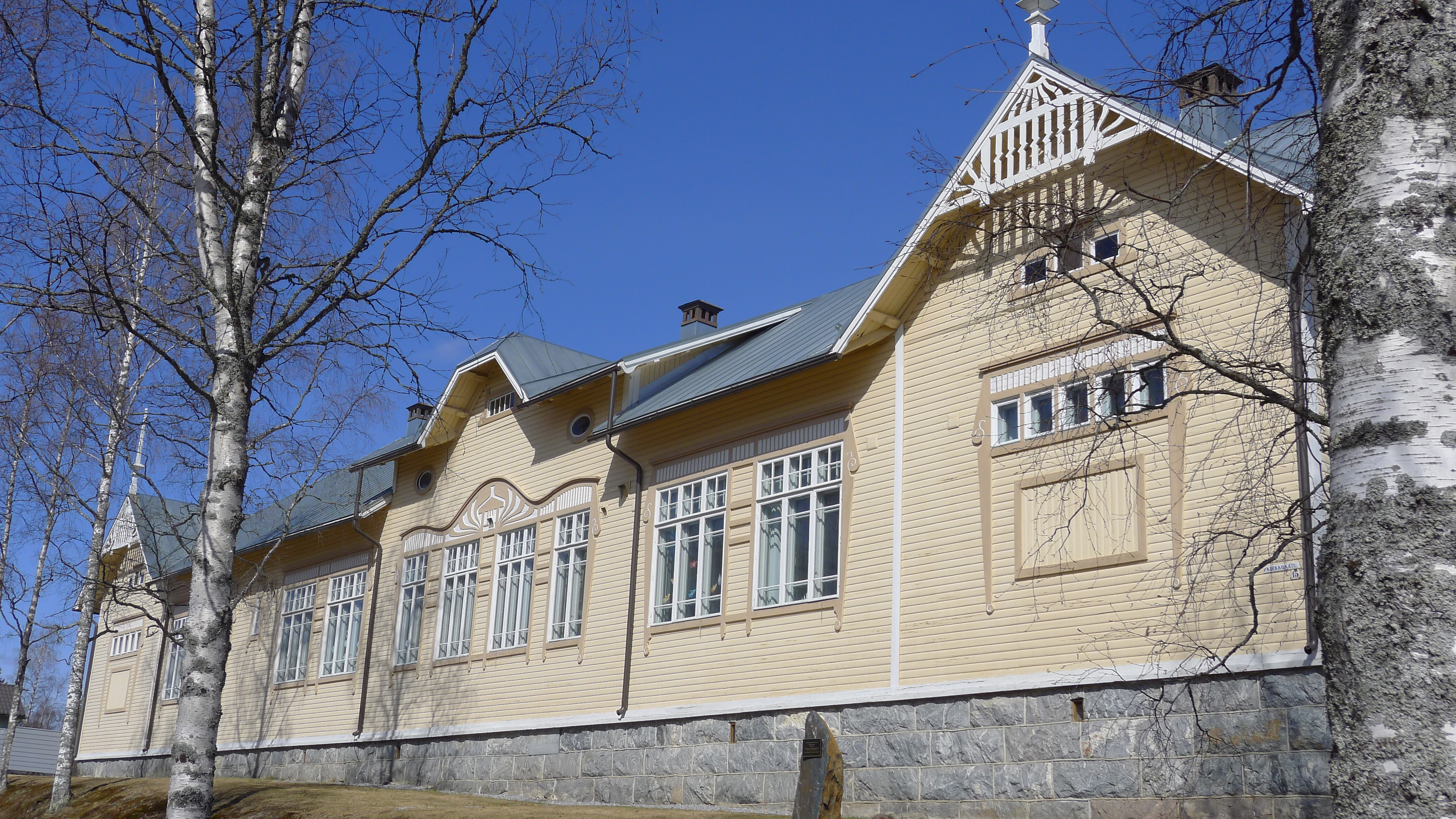
Образец городской деревянной архитектуры начала 20 века

В канун Рождества в Нурмесе проводятся музыкальные фестивали, певческие праздники, концерты и другие мероприятия, поэтому во всей Европе он официально признан Городом рождественских песен.

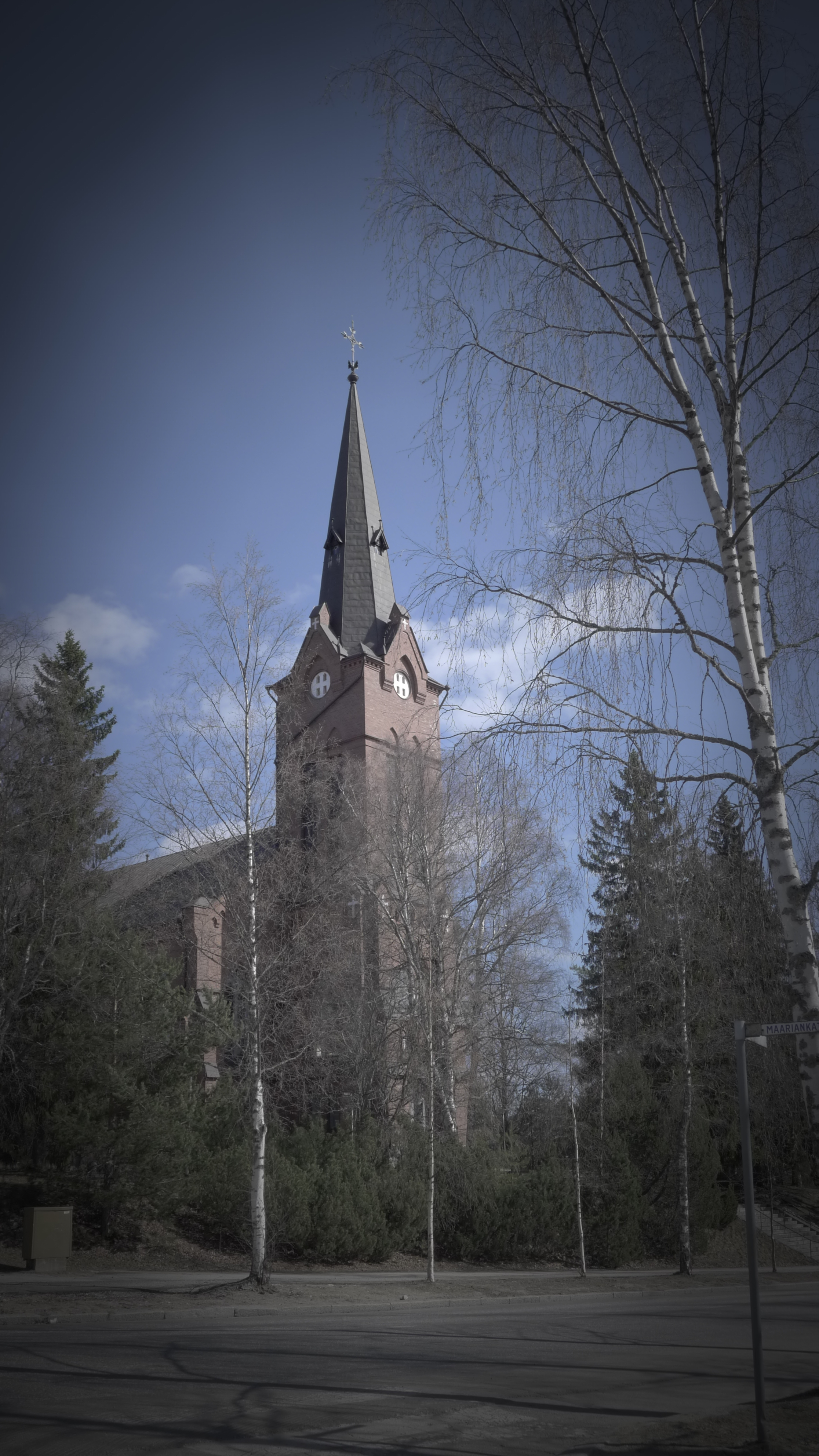
Нурмесский собор (1893—1896)

## Культурные мероприятия
- С 1993 года в Нурмесе проводится национальный фестиваль рождественской музыки «Nurmeksen Joulumusiikki».
- С 1989 года на центральных улицах города ежегодно разыгрывается рождественская пьеса «Иммануэль».

## Достопримечательности
- Усадьба Бомба
- Горнолыжный центр Юрттиваара

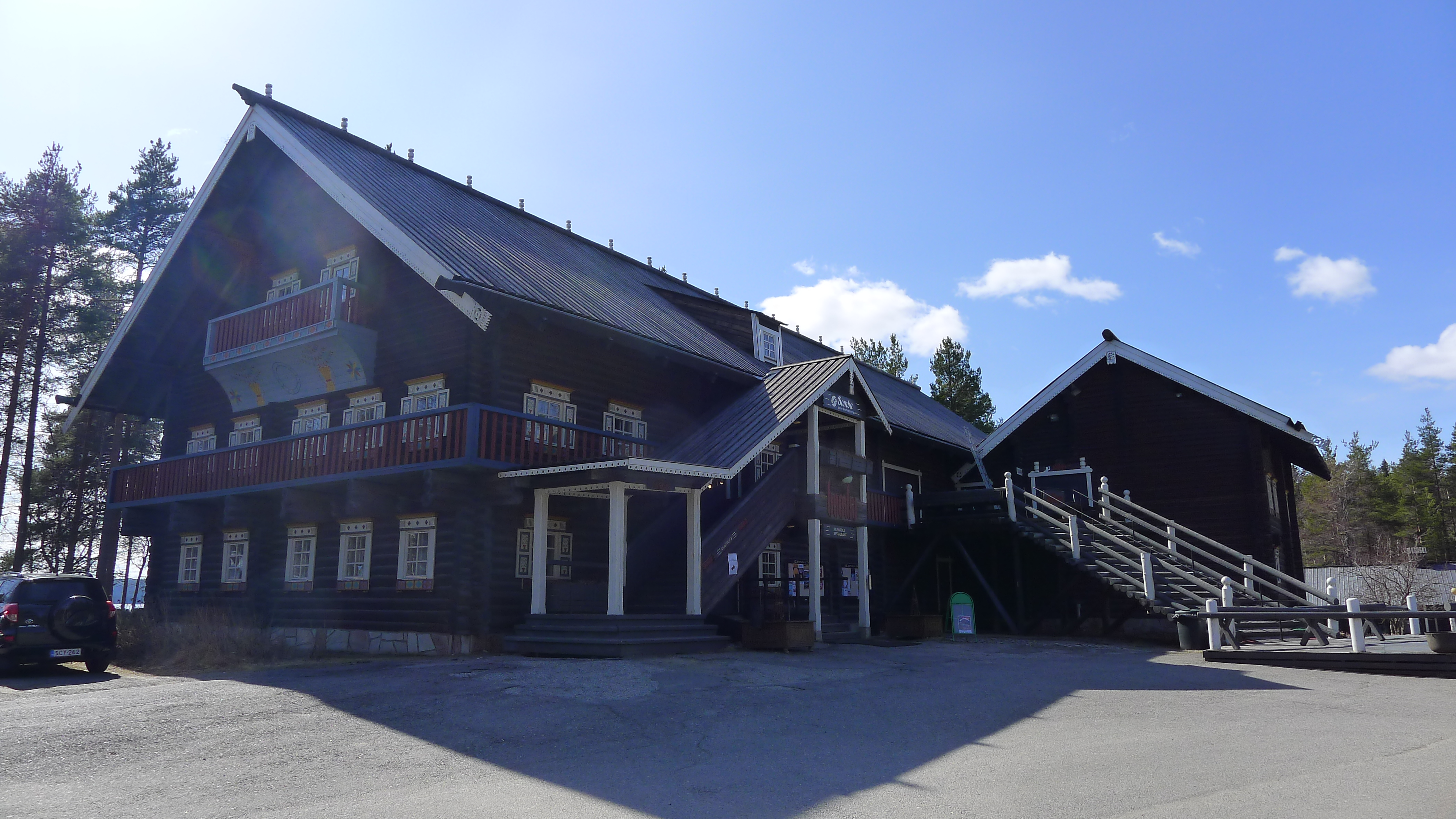
Усадьба Бомба

- Видовая площадка на г. Кохтаваара
- Видовая площадка на г. Коннанваара
- Пешеходная тропа вокрег озера Муеярви
- Рыбалка на озере Пеураярви
- Памятник П. Ю. Ханникайнену (центр)
- Смотровая башня в Пуссиваара
- Деревянный город (фин. Puu-Nurmes)
- Природный заповедник
- Рыбалка на байдарках на реке Сарамо
- Пешеходная тропа вдоль реки Сарамо
- Заповедник Суоярви и башня для птичничества
- Орнитологическая башня в Винкерлахти
- Городской музей
- Городская библиотека
- Собор неоготической архитектуры (5-й по величине в Финляндии)
- Городской вокзал и памятник в честь 75-летия открытия железнодорожного сообщения.

## Известные граждане и уроженцы
- Матти Калониус — аптекарь, член Егерского движения
- Карл Йохан Микаэль Коллан — министр
- Пекка Юхани Ханникайнен — композитор
- Яни Хартикайнен — футболист
- Микко Хейкура — крестьянин, городовой, член сейма
- Ойва Хуттунен — министр
- Сеппо Хуунонен — кино- и театральный режиссёр
- Ольга Темонен — актриса
- Илкка Лайтинен — исполнительный директор агентства «Фронтекс»
- Кертту Мустонен — поэт-песенник
- Пертти Пакаринен — врач и писатель
- Урхо Пелтонен — копьеметатель, олимпийский чемпион
- Матти Пулккинен — писатель
- Юхо Рейонен — священник, писатель
- Эркки Рейонен — журналист и дипломат
- Тюко Саллинен — художник
- Сам Сихво — композитор, поэт, младший лейтенант Егерского движения
- Тарья Смура — Мисс Финляндия-1993
- Олли Тиайнен — руководитель финского партизанского движения во время Русско-шведской войны
- Вейкко Тийтинен — актёр
- Эса Тимонен — бывший губернатор, министр и депутат
- Хенрик Улльгрен — представитель местного крестьянства на Боргоском сейме

## Города-побратимы
- Лахольм, Швеция
- Мён, Дания
- Эрста, Норвегия
- Волда, Норвегия
- Сегежа, Россия